# Polbitz
Polbitz ist ein Ortsteil der Gemeinde Elsnig im Landkreis Nordsachsen in Sachsen.

## Lage

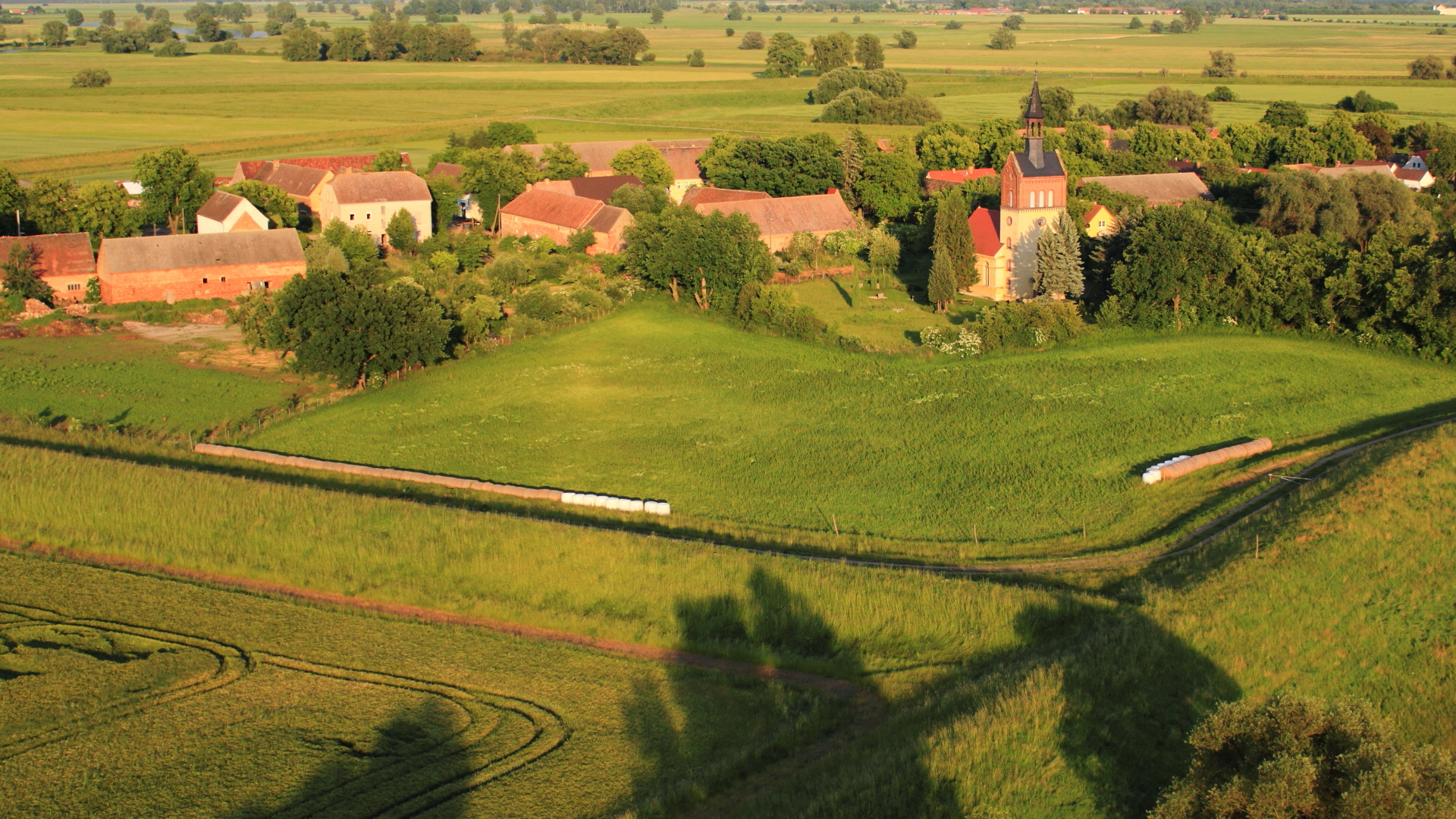
Elbe, Deich, Kirche

Polbitz ist ein eingedeichtes Straßendorf in der Elbniederung südlich der Stadt Dommitzsch. Das Dorf ist über Drebligar und eine Nebenstraße ab der westlich vorüberführenden Bundesstraße 182 erreichbar. Polbitz befindet sich auf einer erhöhten Ebene zwischen der westlich am Ort vorbeifließenden Weinske, den Altarmen der Elbe und dem östlichen Strom. Deshalb liegt auch die Kirche Polbitz hinter einer Schutzmauer. Die Kirche wurde in Trägerschaft des „Fördervereins der Kirche zu Polbitz“ e. V. von 1999 bis 2002 unter der Leitung der Restauratorin Mechthild Noll-Minor aufwendig restauriert. Nach dem Hochwasser 2002 musste jedoch der Fußboden nochmals saniert werden. Seit der Wiedereröffnung im Jahre 2006 finden alljährlich von Mai bis Oktober vier Ausstellungen vorrangig Bildender Kunst wie Malerei/Graphik und Plastik oder auch Fotoausstellungen sowie Buchlesungen, Konzerte u. dgl. statt. Zu Gast waren u. a. die „Wittenberger Hofkapelle“, die „Torgauer Renaissance-Tänzer“ und das Vokal- und Instrumentalensemble „SAMACLANKA“. Hauptinitiator dieser Veranstaltungen ist der Bildhauer Torsten Freche, der in Polbitz auch sein Atelier hat und aktiv im Vereinsvorstand mitarbeitet. Etwa 1000 Besucher pro Jahr zählte der Förderverein in den letzten Jahren.

## Geschichte
Bereits 1142 in einer Urkunde des Klosters U. L. Fr. Magdeburg erwähnt: Markgraf Conrad von Meißen überträgt dem Kloster die Dörfer Polbitz (Pothmodelitze), Drognitz (Drogenice) und Döhlen (Nozthedilize) nebst 2 halben Gehölzen und die Hälfte des Fahrgeldes über die Elbe. Im Jahr 1314 wurde im Amt Torgau Polbitz urkundlich unter dem Namen Pollewitz erwähnt. Später nannte man den Ort Polwitz und dann Polbitz, wie sich das Dorf heute noch nennt. 1551 wohnten hinter dem Deich 30 Personen, 1818 waren es 127 und 1946 insgesamt 199 Bewohner. Seine Nutzfläche betrug damals 430 Hektar.
Am 20. Juli 1950 wurde Polbitz nach Drebligar eingemeindet.